# Ryan Teague
Ryan Graham Pun Teague (Randwick, 24 gennaio 2002) è un calciatore australiano, centrocampista del Melbourne Victory e della nazionale austrliana.

## Carriera

### Club
Cresciuto nel settore giovanile del Sydney FC, ha debuttato in prima squadra il 7 dicembre 2019 nell'incontro di A-League Men vinto 5-1 contro il Brisbane Roar. Il 29 gennaio 2020 è stato acquistato dal Famalicão che lo ha assegnato alla propria formazion Under-23. Il 24 luglio 2021 ha debuttato in prima squadra nella partita di Taça da Liga vinta 1-0 contro il Feirense e poche settimane dopo è passato in prestito al Covilhã, club della seconda divisione portoghese, per tutta la stagione. Rientrato al Famalicão, ha trascorso la stagione successiva con l'Under-23 ed il 13 settembre 2023 è rientrato in Australia dove ha firmato con il Melbourne Victory.

### Nazionale
Ha giocato con le nazionali giovanili australiane Under-17 ed Under-23.
Il 25 marzo 2025 ha debuttato con la nazionale maggiore australiana nell'incontro di qualificazione per il Campionato mondiale di calcio 2026 vinto per 0-2 in casa della Cina.

## Statistiche

### Presenze e reti nei club
Statistiche aggiornate al 22 marzo 2025.
| Stagione        | Squadra           | Campionato      | Campionato | Campionato | Coppe nazionali | Coppe nazionali | Coppe nazionali | Coppe continentali | Coppe continentali | Coppe continentali | Altre coppe | Altre coppe | Altre coppe | Totale | Totale | Totale |
| Stagione        | Squadra           | Comp            | Pres       | Reti       | Comp            | Pres            | Reti            | Comp               | Pres               | Reti               | Comp        | Pres        | Reti        | Pres   | Reti   |        |
| --------------- | ----------------- | --------------- | ---------- | ---------- | --------------- | --------------- | --------------- | ------------------ | ------------------ | ------------------ | ----------- | ----------- | ----------- | ------ | ------ | ------ |
| 2019            | Sydney FC Youth   | NPL 2019        | 17         | 1          | -               | -               | -               | -                  | -                  | -                  | -           | -           | -           | 17     | 1      |        |
| 2019-2020       | Sydney FC         | AL              | 1          | 0          | CA              | 0               | 0               | -                  | -                  | -                  | -           | -           | -           | 1      | 0      |        |
| lug. 2021       | Famalicão         | PL              | 0          | 0          | CP+CdL          | 0+1             | 0               | -                  | -                  | -                  | -           | -           | -           | 1      | 0      |        |
| 2021-2022       | Covilhã           | SL              | 24+1       | 0          | CP+CdL          | 0+2             | 0               | -                  | -                  | -                  | -           | -           | -           | 27     | 0      |        |
| 2023-2024       | Melbourne Victory | AL              | 26         | 1          | CA              | 0               | 0               | -                  | -                  | -                  | -           | -           | -           | 26     | 1      |        |
| 2024-2025       | Melbourne Victory | AL              | 21         | 3          | CA              | 5               | 1               | -                  | -                  | -                  | -           | -           | -           | 26     | 4      |        |
| Totale carriera | Totale carriera   | Totale carriera | 90         | 5          |                 | 8               | 1               |                    | -                  | -                  |             | -           | -           | 98     | 6      |        |

### Cronologia presenze e reti in nazionale
| Cronologia completa delle presenze e delle reti in nazionale ― Australia | Cronologia completa delle presenze e delle reti in nazionale ― Australia | Cronologia completa delle presenze e delle reti in nazionale ― Australia | Cronologia completa delle presenze e delle reti in nazionale ― Australia | Cronologia completa delle presenze e delle reti in nazionale ― Australia | Cronologia completa delle presenze e delle reti in nazionale ― Australia | Cronologia completa delle presenze e delle reti in nazionale ― Australia | Cronologia completa delle presenze e delle reti in nazionale ― Australia |
| Data                                                                     | Città                                                                    | In casa                                                                  | Risultato                                                                | Ospiti                                                                   | Competizione                                                             | Reti                                                                     | Note                                                                     |
| ------------------------------------------------------------------------ | ------------------------------------------------------------------------ | ------------------------------------------------------------------------ | ------------------------------------------------------------------------ | ------------------------------------------------------------------------ | ------------------------------------------------------------------------ | ------------------------------------------------------------------------ | ------------------------------------------------------------------------ |
| 25-3-2025                                                                | Hangzhou                                                                 | Cina                                                                     | 0 – 2                                                                    | Australia                                                                | Qual. Mondiali 2026                                                      | -                                                                        | 77’                                                                      |
| 5-6-2025                                                                 | Perth                                                                    | Australia                                                                | 1 – 0                                                                    | Giappone                                                                 | Qual. Mondiali 2026                                                      | -                                                                        | 46’                                                                      |
| 10-6-2025                                                                | Gedda                                                                    | Arabia Saudita                                                           | 1 – 2                                                                    | Australia                                                                | Qual. Mondiali 2026                                                      | -                                                                        | 77’                                                                      |
| Totale                                                                   |                                                                          | Presenze                                                                 | 3                                                                        |                                                                          | Reti                                                                     | 0                                                                        |                                                                          |